# 李常
李常（1027年—1090年3月5日），字公擇，北宋建昌人，詩人兼藏書家，黃庭堅母親安康郡太君、洪民師母親文成縣君之弟。

## 生平
皇祐進士。熙寧為右正言，與王安石友善。黃庭堅早年喪父，嘉祐六年（1061年）隨舅父李常遊學淮南，認識與李常齊名的孫覺。黄庭坚娶孙觉之女孫蘭溪為妻。哲宗時累拜御史中丞，後出知鄧州、徙成都，元祐五年二月初二日（1090年3月5日），行次陝，暴卒，年六十四。
李常少時讀書於廬山白石僧舍，既擢第，留所名曰“李氏山房”，藏有抄書九千餘卷。著有文集《奏議》六十卷、《詩傳》十卷、《元祐會計錄》三十卷。

## 延伸阅读
[在维基数据编辑]
 《宋史/卷344》，出自脱脱《宋史》